# Inermoleiopus flavosignatus
Inermoleiopus flavosignatus là một loài bọ cánh cứng trong họ Cerambycidae.